# Préfecture de police (Paris)
Pour les articles homonymes, voir Préfecture de police et Préfet de Paris.
La préfecture de police, dirigée par le préfet de police sous l'autorité du ministre de l'Intérieur, est l'institution responsable de l’ensemble du dispositif de sécurité intérieure sur le territoire de Paris et des départements des Hauts-de-Seine, de la Seine-Saint-Denis et du Val-de-Marne ainsi que, les départements de grande couronne. À ce titre, elle commande, gère et coordonne les forces de police et de gendarmerie de sa zone, y compris celles qui ne sont territorialement pas compétentes (par exemple, les subdivisions d'armes de la Gendarmerie nationale française, telles que la gendarmerie des transports aériens, la gendarmerie de l'air et de l'espace, etc.). Elle a la charge de l'ordre public, qu'elle met en œuvre au travers de ses propres directions de police ou en faisant appel aux gendarmes mobiles, aux forces armées françaises (si nécessaire ou dans le cadre du plan vigipirate ou de l'opération sentinelle) ou aux compagnies républicaines de sécurité. Elle veille, sur le territoire dont elle a la responsabilité, à animer l'ensemble du dispositif de sécurité intérieure, en particulier l'action des différents services et forces dont dispose l'État en matière de sécurité intérieure, civile et militaire. De même, elle est responsable, dans la capitale, de la délivrance de titres (identité, étrangers, naturalisations, permis de conduire, certificats d'immatriculation, etc.), de la police des débits de boissons ou encore des services vétérinaires et de la répression des fraudes.
La préfecture de police est chargée, sur l'ensemble de la région Île-de-France et en tant que préfecture de la zone de défense et de sécurité de Paris, de la coordination des moyens de Sécurité civile en France, de sécurité intérieure et la coordination des forces armées françaises ainsi que les organismes interarmées sur la zone de défense et de sécurité Ile de France. Elle est également responsable de la coordination zonale des préfectures d'Ile-de-France en matière d'asile des étrangers. Pour Paris et sa petite couronne, elle assure la direction et le financement de la brigade des sapeurs pompiers de Paris et dispose de son propre service de déminage, rattaché au Laboratoire central de la préfecture de police. Compétence particulière à cette institution, elle dispose de son propre institut médico-légal. Enfin, depuis le 1er janvier 2018, le préfet de police a vu sa compétence territoriale étendue aux trois aéroports parisiens (Le Bourget, Orly et Roissy).
Par ailleurs, depuis le 1er janvier 2016, la préfecture de police exerce en Île-de-France, en sus des compétences habituelles, celles dévolues aux secrétariats généraux pour l'administration du Ministère de l'Intérieur, aux secrétariat pour l'administration, l'innovation et la logistique du Ministère de l'Intérieur et ceux du secrétariat de l'achat, de l'équipement et la logistique de la sécurité intérieure, qui sont mises en œuvre au travers des directions et services du secrétariat général pour l'administration de la préfecture de police ,.
La préfecture de police ne relève pas organiquement et hiérarchiquement de la direction générale de la Police nationale, qui fut créée par la loi n°66-492 du 9 juillet 1966 portant sur l'organisation de la police nationale.
Elle est une institution à part entière, avec des compétences multiples et rattachée directement au Ministère de l'Intérieur. Elle est une des deux préfectures de ce type en France, avec la préfecture de police des Bouches-du-Rhône créée en octobre 2012.
Le préfet a donc des missions de police active (DRPJ, DRPP, DSPAP, DOPC, etc.) et est aussi Préfet de la zone de défense et de sécurité de Paris. Il dirige dans ce domaine l'action des préfets des départements de la région parisienne. À cela s'ajoute ses compétences administratives qui sont celles d'une préfecture de droit commun (police administrative, délivrance de titres, police divers etc.) ainsi que des établissements ou directions rattachées (DDSV, Laboratoire central, Infirmerie Psychiatrique, Institut Médico-Légal, Hôpital des Gardiens de la Paix, Brigade de sapeurs-pompiers de Paris, etc.).

## Historique

### Origines

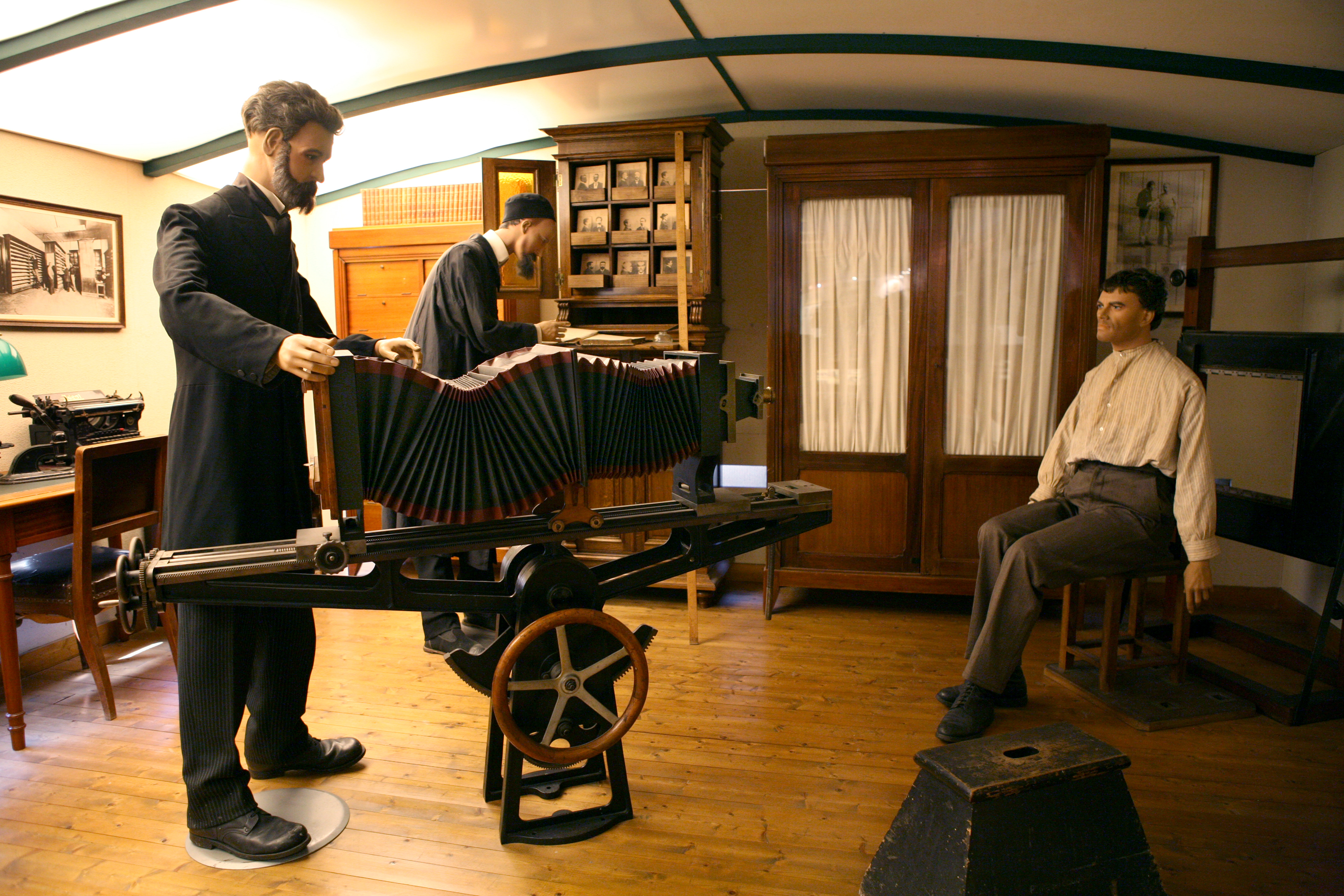
Musée de la Préfecture de Police, Paris. Salle consacrée à Alphonse Bertillon.

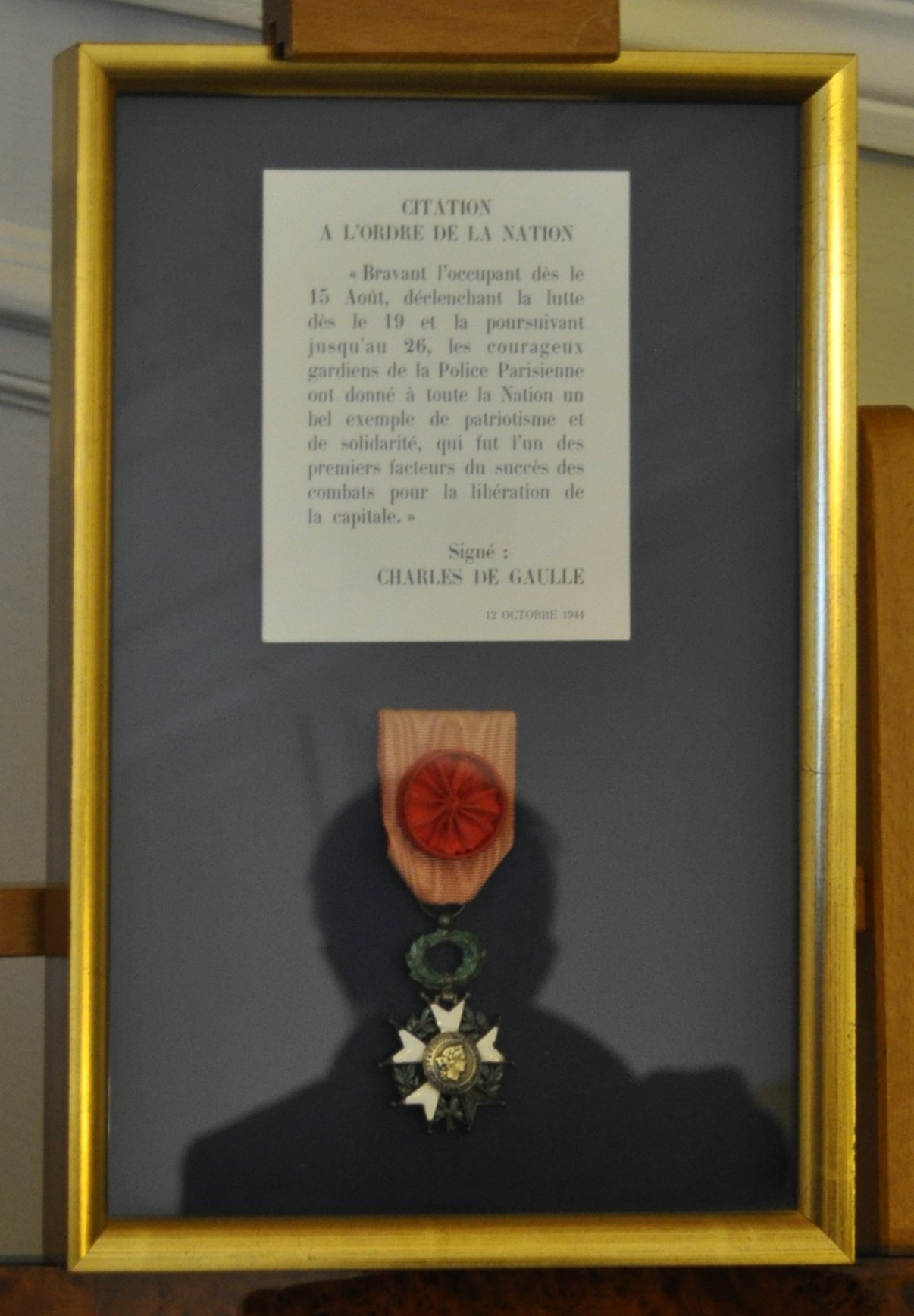
Citation à l'ordre de la Nation et Ordre national de la Légion d'honneur de la préfecture de police.

Héritière du guet, la police parisienne est sous l'autorité de l'État à partir de Colbert et du lieutenant-général de police Gabriel Nicolas de La Reynie, et ce jusqu’à la Révolution.

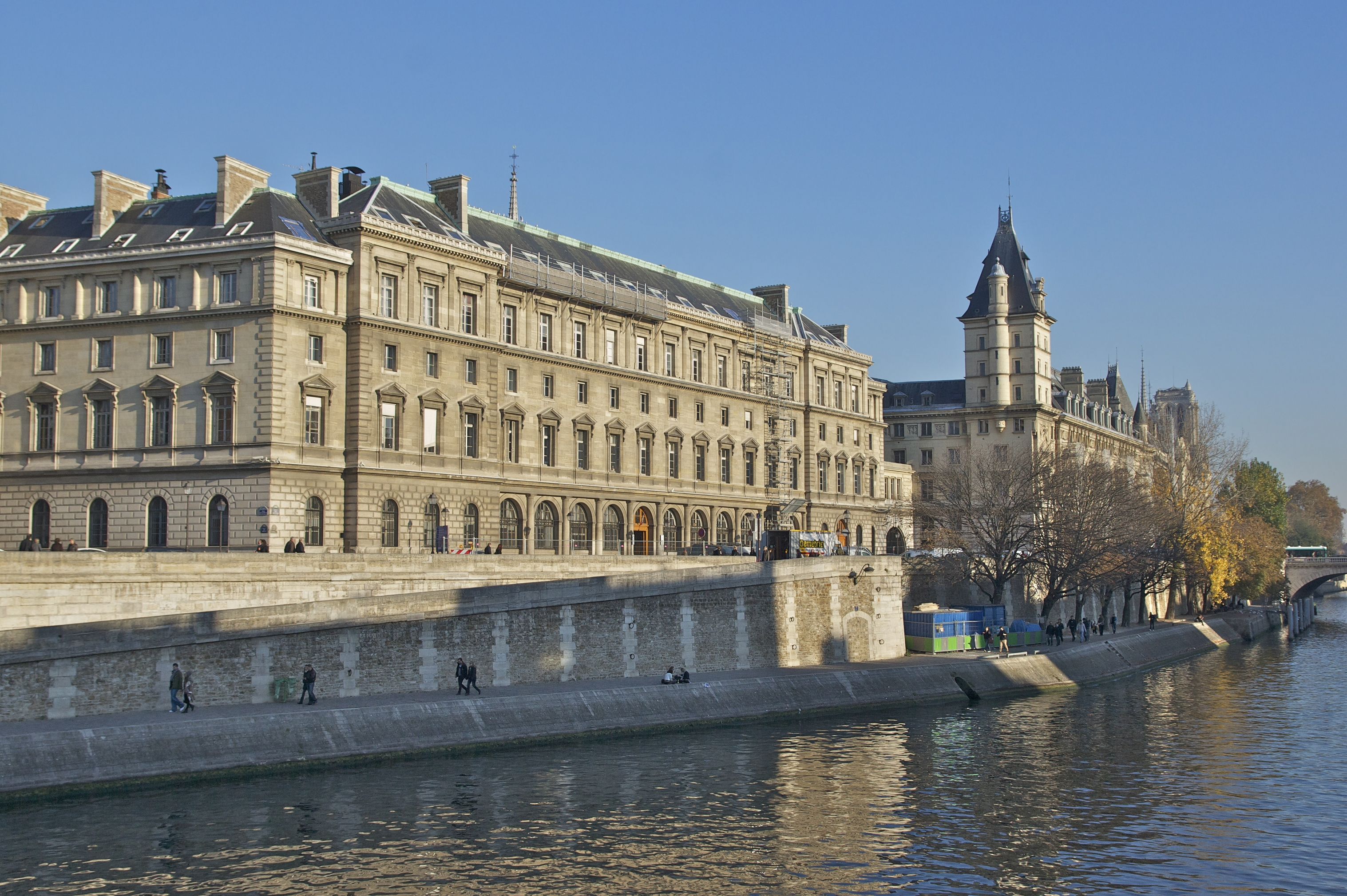
Le 36, quai des Orfèvres est l'ancien siège de la Direction régionale de la police judiciaire de Paris.

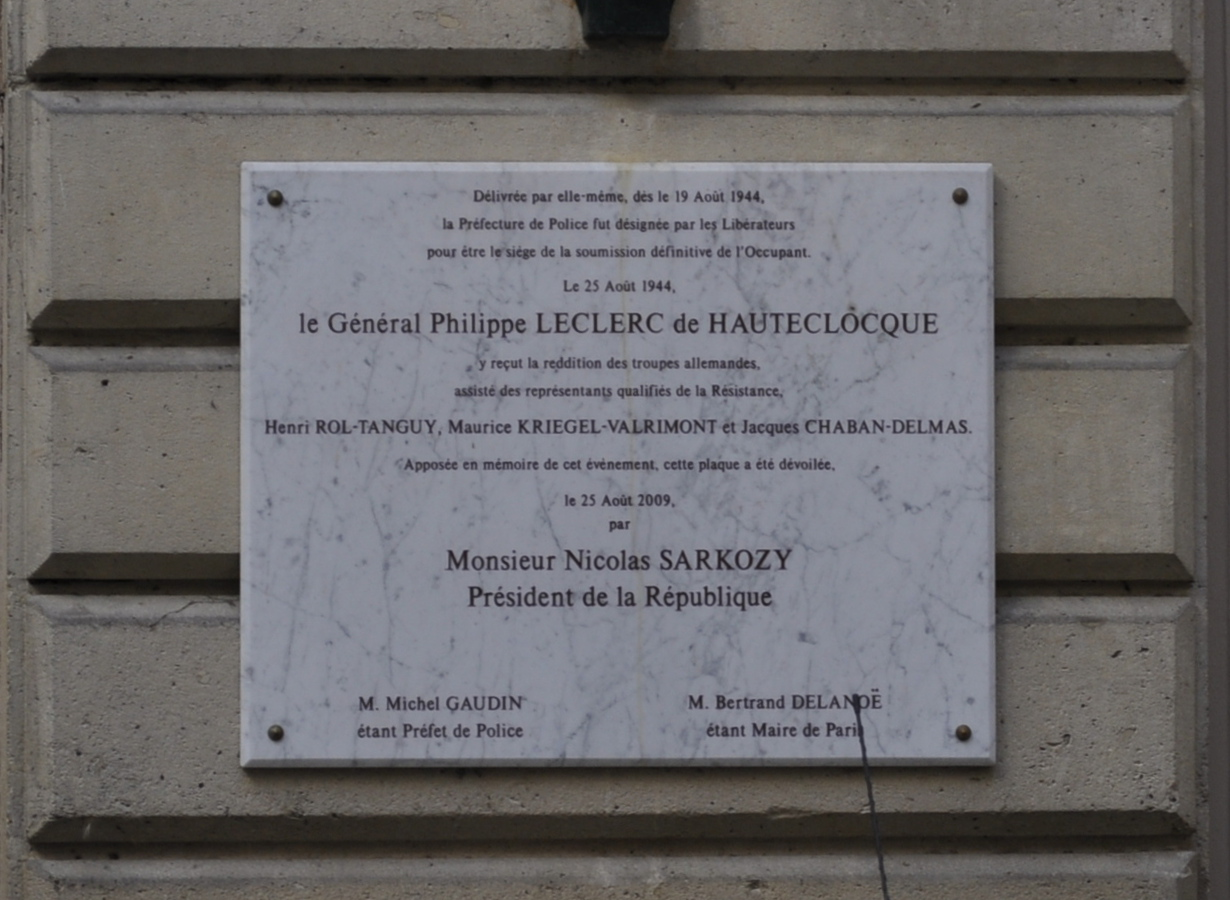
Plaque dans une cour de la préfecture célébrant la reddition des troupes allemandes en 1944.

Napoléon Bonaparte crée la magistrature du préfet de police par la loi du 28 pluviôse an VIII (17 février 1800) et par l'arrêté du 12 messidor an VIII (1er juillet 1800). Quelques jours après son coup d'État, Bonaparte rattache ainsi au pouvoir central les attributions de police générale qui dépendaient de la Commune de Paris avant le Consulat. Le préfet de police reprend les attributions du lieutenant général de police, institué par Louis XIV en 1667 pour exercer des pouvoirs auparavant dévolus au prévôt de Paris.
Sous la monarchie de Juillet, il partage toujours avec le préfet de la Seine les attributions confiées, dans les autres départements, aux préfets et aux maires, assurant aussi bien la police administrative (subsistances, circulation et salubrité) que la police politique, la police de sûreté et le maintien de l'ordre. Pour ce faire, le préfet de police dispose de commissaires établis dans les quartiers et d'une police municipale, de deux corps militaires (la garde municipale et les sapeurs-pompiers), d'un réseau d'agents secrets et de bureaux spécialisés (pour la Bourse, les Halles, les Poids et Mesures, etc.). Dans les années 1840, l'ensemble représente 5 000 agents déployés sur le terrain et encadrés par une administration de 200 personnes.
Supprimée par le gouvernement provisoire qui s'installe après la Révolution de 1848, la préfecture de police est provisoirement remplacée, jusqu'au 14 mars 1848, par un « département de police » dirigée par un « délégué ».
Ce n'est qu'en 1859, à la demande insistante du baron Haussmann, soutenu par Napoléon III, que les compétences concernant la voirie et la salubrité sont transférées du préfet de police au préfet de la Seine.

### XXesiècle
Pendant la Seconde Guerre mondiale, la préfecture de police, alors composée d'environ 22 000 personnels (20 000 policiers et 2 000 administratifs), collabore avec les autorités allemandes. Elle n'est pas placée, comme toutes les forces de police française, sous l'autorité de René Bousquet, secrétaire général pour la Police, qui n'a pas autorité pour y intervenir. Les Brigades spéciales, qui dépendent de la Direction des renseignements généraux, sont chargées de la lutte contre la Résistance et les communistes. C'est ainsi que la préfecture de police a pris en charge le recensement méthodique des juifs (fichier Tulard) et l'organisation des rafles, dont la rafle du Vel'd'hiv des 16 et 17 juillet 1942. C'est dans cette institution qu'il y aura le plus de fonctionnaires révoqués. À la Libération, la préfecture de police procède à l'épuration de ses effectifs : 50 % des fonctionnaires mis en cause pour collaboration avec les Allemands sont révoqués ou emprisonnés. Ces fonctionnaires exclus créent alors l'Amicale des exclus de l'administration (A.E.A.). Néanmoins, ceux-ci sont rapidement réintégrés, en particulier après les grèves insurrectionnelles de 1947 et le début officiel de la guerre froide.
Les mouvements de la résistance les plus actifs dans cette institution, regroupant un nombre très restreint de personnels - évalué à moins de mille agents sur un total à l'époque de plus de vingt deux mille personnes rétribuées sur le budget de la préfecture de police - , sont « Honneur de la Police » et « Front national Police », qui pratiquent des sabotages de véhicules et des fuites d'informations avant les rafles. Alors que la 2 ème Division blindée du général Leclerc et les 2 divisions de l'U.S. Army, soutenant la progression de la célèbre unité française, sont aux portes de Paris, les Allemands décident de désarmer la police qui se met en grève le 15 août 1944 ; le 19 août, les mouvements de la Résistance organisent l'insurrection et s'emparent de la Préfecture de police, rue de la Cité et s'illustrent dans la libération de Paris, sous la direction de Charles Luizet, nommé préfet de police par le général de Gaulle (Edgard Pisani deviendra son chef de cabinet). Pour cette contribution à la victoire contre l'occupant, où 167 policiers sont tués, la préfecture de police a été décorée par le général de Gaulle de la Légion d'honneur et de la croix de guerre 1939-1945, avec citation à l'ordre de la Nation le 17 octobre 1944. C'est la raison pour laquelle ses agents en tenue d'honneur portent la cordelière rouge, représentation de la Légion d'honneur, à l'épaule gauche, les jours de cérémonie.
Durant la guerre d'Algérie, elle met en œuvre à Paris notamment une unité spécialisée, la Force de police auxiliaire (F.P.A.), en 1959, composée de Français musulmans venus d'Algérie, logés en casernes militaires, qui combat les indépendantistes du Front de libération nationale. Ces unités pratiquent la torture et échappent à la hiérarchie policière classique. Force créée à l'initiative du préfet de police Maurice Papon, elle ne dépend que de lui et de son cabinet. Il est à noter qu'après l'indépendance de l'Algérie le 3 juillet 1962, les anciens membres de la F.P.A. qui le désiraient furent intégrés dans les services actifs ou administratifs de la Préfecture de Police.
Après la disparation de Mehdi Ben Barka le 29 octobre 1965, la loi du 9 juillet 1966 portant création de la direction générale de la police nationale dite loi Roger Frey, alors ministre de l'Intérieur, intègre officiellement la préfecture de police dans cette nouvelle direction générale au sein des services centraux de la Place Beauvau ; en réalité, elle reste une institution policière particulière,.

### XXIesiècle
Le 14 septembre 2009, les compétences territoriales de la préfecture de police sont élargies aux départements des Hauts-de-Seine, de la Seine-Saint-Denis et du Val-de-Marne, prérogatives qu'elle possédait sur la petite couronne jusqu'en 1969 où le nouveau ministre de l'Intérieur, Raymond Marcellin, prenait ombrage sur la gestion opérationnelle du Préfet de Police à l'égard des départements de cette petite couronne. Il est prévu qu'elle élargisse prochainement ses compétences territoriales à l'ensemble des départements de la grande couronne[réf. nécessaire] (Seine-et-Marne (77), Yvelines (78), Essonne (91) et Val-d'Oise (95)). Le 1er janvier 2014, les secrétariats généraux pour l'administration de la police de Paris (compétent pour Paris et la petite couronne) et de Versailles (compétent pour la grande couronne), sont fusionnés, instituant la Préfecture de police comme le gestionnaire unique du soutien de l'ensemble des services de police de l’Île-de-France (ressources humaines, finances, affaires juridiques et contentieux, immobilier, logistiques et SIC). À compter du 1er mai 2014, le commandant de la région d’Île-de-France de la gendarmerie nationale pour l'exercice de ses attributions en matière de sécurité intérieure est placé sous l'autorité du préfet de police.
Le 1er février 2017, un rapport d’information du sénateur (LR) Philippe Dominati préconise de transférer à la DGPN et à la DGSI les compétences du préfet de police en matière de police judiciaire, de police aux frontières et de renseignement et de rapprocher la répartition des compétences entre le préfet de police et le maire de Paris du régime de droit commun.
La loi du 28 février 2017 transfère certains services de la préfecture de police à la mairie de Paris, conformément au droit commun : contrôle du stationnement et fourrières, police des édifices menaçant ruine, police des baignades et des funérailles … Ce transfert représente 2 100 agents. Inversement, la police des aéroports de Paris-Charles-de-Gaulle à Roissy et du Bourget est transférée au préfet de police,. Dès lors, il est le représentant de l'État dans les aéroports franciliens où il exerce les pouvoirs dévolus aux préfets de département (ordre public, police administrative, délivrance des badges aéroportuaires, stationnement…), mais également, au travers des propres directions actives de la préfecture de police, les missions de service générale, de police de la circulation ou encore de renseignement, qui étaient précédemment menées respectivement par le préfet de département (93 ou 94) ou par la police aux frontières notamment. Pour l'exercice de ses nouvelles missions, le préfet de police est assisté d'un préfet délégué et d'un service administratif de la préfecture de police placé auprès de ce dernier implanté au cœur de l'aéroport de Roissy-Charles de Gaulle.
Au cours du premier trimestre 2019, les services centraux du ministère de l'Intérieur sont favorables au rattachement de la Direction régionale de la police judiciaire (créée en 1913 en tant que service de Police judiciaire au sein de la P.P.), qui serait alors placée sous l'autorité de la direction centrale de la Police judiciaire (DCPJ). Toutefois, le préfet de police Didier Lallement propose au contraire son maintien dans la préfecture de police et l'absorption de la direction régionale de la police judiciaire de Versailles, déjà sous l'autorité de la DCPJ,. La Direction du renseignement de la préfecture de police, structure ayant succédé à la direction des renseignements généraux en 2008, est maintenue, en tant que service sui generis au sein de la préfecture de police.

### Attentats
Au cours de son histoire, la Préfecture de police et ses services annexes ont plusieurs fois été la cible d'attentats terroristes :
- 1986
  - le 9 juillet 1986 : une bombe explose dans les locaux de la Brigade de répression du banditisme, quai de Gesvres, à Paris. 1 policier (inspecteur principal de police) est tué et 30 autres sont blessés. L'attentat est revendiqué par le Commando Loïc Lefèvre Action directe[29]
  - le 15 septembre 1986 : une bombe explose au service des permis de conduire, faisant 1 mort et 56 blessés[30] (voir l’article Attentats de 1986 en France)
- 2019
  - le 3 octobre 2019, un agent administratif de la préfecture de police tue 4 personnes (trois policiers et un administratif) avec un couteau au sein du bâtiment de l'île de la Cité avant d'être abattu par un jeune gardien de la paix, stagiaire. L'enquête conclut à un attentat djihadiste.

## Missions et moyens

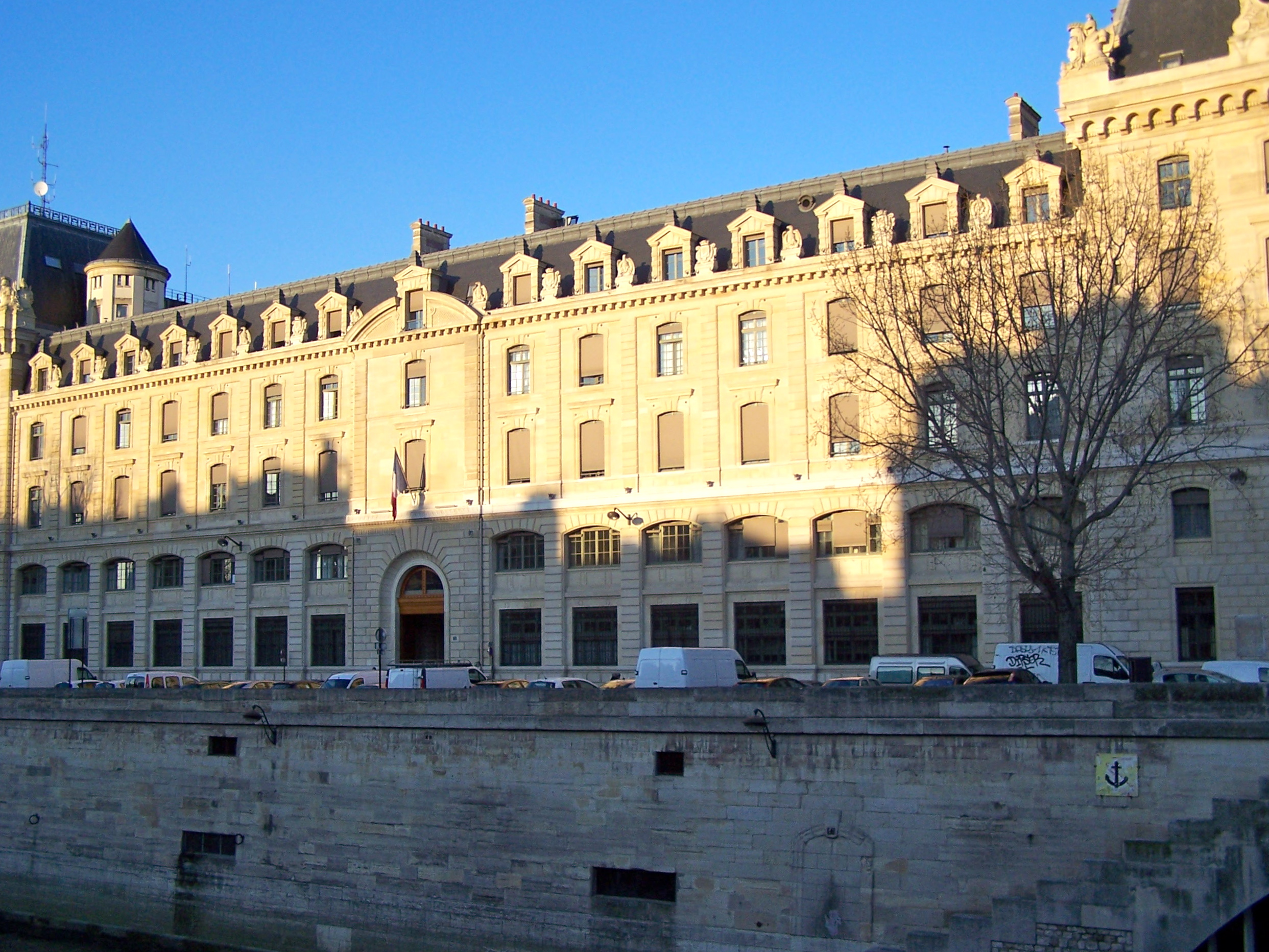
La préfecture de police, quai du Marché-Neuf.

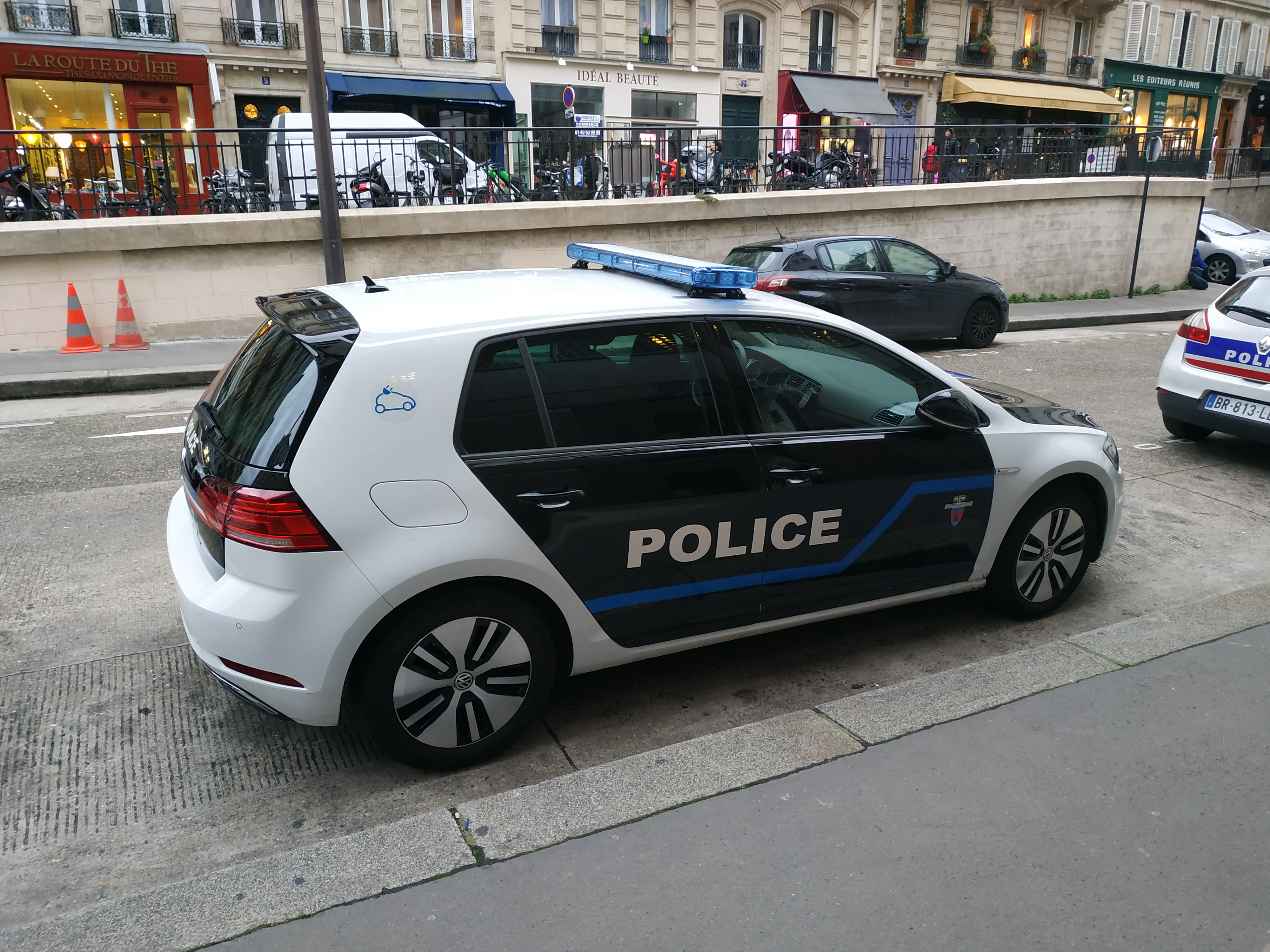
Volkswagen e-Golf acquis en test par la préfecture et dotée d'une livrée spécifique à la Préfecture de police de Paris.

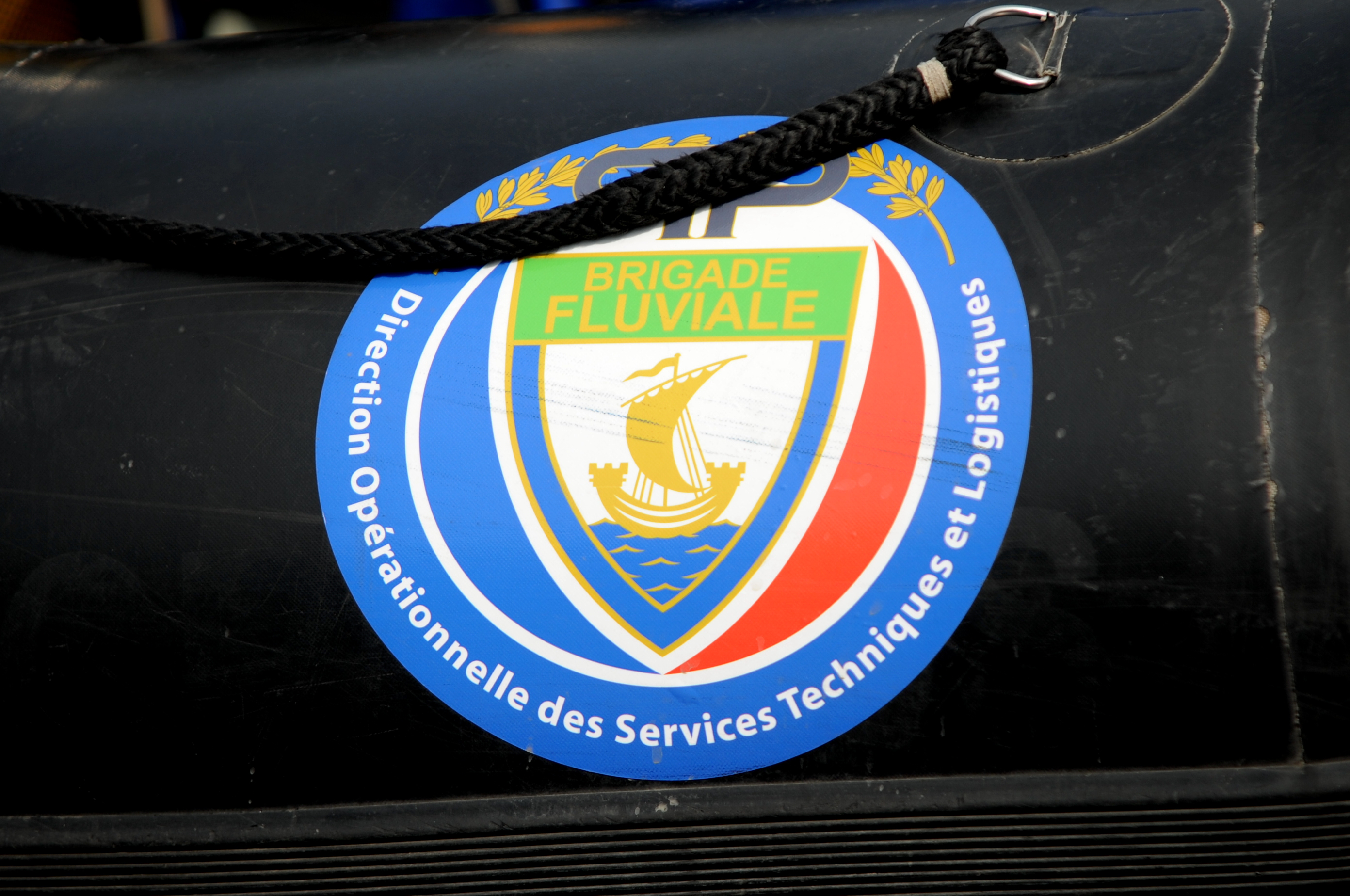
Blason de la Brigade Fluviale de la Police à Paris, photographié sur un bateau le 29 juin 2010.

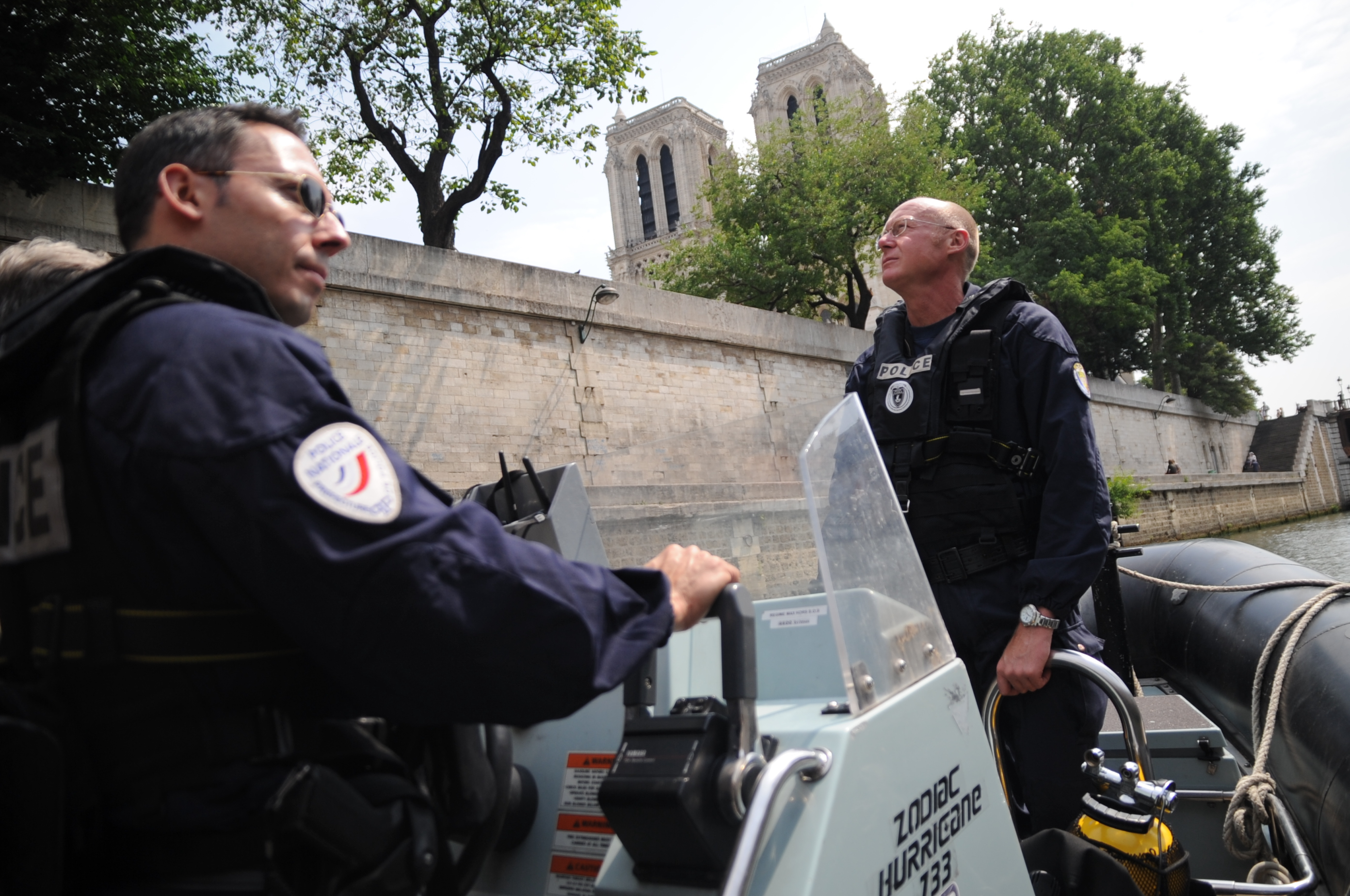
La Brigade Fluviale de Paris sur la Seine, le 29 juin 2010.

Le préfet de police dispose de services de police chargés de la sécurité urbaine, de l'ordre public et de la circulation. Il a également autorité sur des services spécialisés, tels la direction du renseignement de la préfecture de police et la direction régionale de la police judiciaire. Le préfet de police dispose également de la direction opérationnelle des services techniques et logistiques qui assure une importante fonction de soutien (parcs automobiles, armement, habillement, informatique, communications, etc.) et assure certaines missions opérationnelles spécialisées (brigade fluviale).
Le préfet de police a donc toute autorité opérationnelle et hiérarchique sur les services de police de Paris et des départements de la petite couronne (Hauts-de-Seine, Seine-Saint-Denis et Val-de-Marne), il en gère aussi directement les moyens budgétaires et humains.
Le préfet de police est également préfet de la zone de défense et de sécurité de Paris, laquelle recouvre l'ensemble du territoire de la région Île-de-France. À ce titre et sur ce périmètre, il est chargé de l'organisation de la défense civile, de la prévention et de la gestion des crises de grande ampleur (phénomènes météorologiques, catastrophes sanitaires, industrielles, événements économiques, etc.). En qualité de préfet de zone, il est le responsable du programme budgétaire qui finance le fonctionnement et l'équipement courants de tous les services de police de Paris, de la petite et de la grande couronne. Pour l'administration des services de police implantés en Île-de-France, il dispose du Secrétariat général pour l'administration de la police de la zone de défense et de sécurité de Paris, dirigé par le secrétaire général pour l'administration de la préfecture de police.
Au-delà de l'ensemble de ces compétences d'État, et au titre de la compétence générale de sécurité qui lui est attribuée, le préfet de police dispose également de pouvoirs qui, dans toutes les autres communes du pays, relèvent du maire : il a ainsi autorité sur la brigade de sapeurs-pompiers de Paris (BSPP) et exerce les pouvoirs de police municipale en matière de voie publique, de risques sur les bâtiments et de sécurité alimentaire, sanitaire ou environnementale.
Cette particularité explique la dualité du financement de la Préfecture de police : les missions qui, à titre principal, concernent la police nationale, sont financées par l'État ; les autres relèvent du « budget spécial de la préfecture de police », voté par le seul Conseil de Paris mais alimenté par des contributions financières qui, au-delà de celle de la ville de Paris, sont apportées par les départements et l'ensemble des communes de la petite couronne. Ce cofinancement est, pour l'essentiel, dû au fait qu'une part importante du « budget spécial » (50 % environ) finance la brigade de sapeurs-pompiers de Paris dont le ressort opérationnel s'étend aux départements limitrophes de la capitale. L'État apporte également sa contribution au budget spécial, non seulement au titre du fonctionnement de la BSPP mais aussi de certaines activités du Laboratoire central de la préfecture de police, de certaines missions de santé publique ou de sécurité civile. Il rembourse également au budget spécial certains frais financiers que ce dernier supporte au titre des activités de soutien de la police nationale.
En 2020, au plan des ressources humaines, on retrouve la même diversité de moyens, de statuts et de financements : le préfet de police a, en effet, autorité sur environ 38 000 fonctionnaires d'État (corps de policiers pour environ 36 000 postes budgétaires, rémunérés par l'État), 6 000 agents territoriaux (administratifs et techniques relevant essentiellement de statuts de fonctionnaires des administrations parisiennes, rémunérés par le budget spécial) et 8 000 sapeurs-pompiers (personnels militaires, rémunérés toutefois par le budget spécial, hors retraites financées par le ministère de la défense). Parmi les 6 000 fonctionnaires territoriaux de la préfecture de police, on distinguera notamment les agents de surveillance de Paris (ASP), aux missions polyvalentes mais très majoritairement consacrées à la police du stationnement (payant et gênant). Depuis le 1er janvier 2018, les ASP dépendent de la ville de Paris et sont intégrés au sein de la DPSP.
Depuis 2005, le préfet de police voit également renforcée sa mission de lutte et de prévention contre les discriminations. Il copréside avec le préfet de région la commission pour la promotion de l'égalité des chances et la citoyenneté de Paris (COPEC 75). Les COPEC sont chargées de définir les actions de prévention contre toute discrimination directe ou indirecte fondée sur l’origine, le sexe, le handicap, l’orientation sexuelle ou l’appartenance vraie ou supposée à une ethnie, une nation, une race ou une religion. Au sein des COPEC siègent des représentants d'associations reconnues pour leur engagement et leur expertise en matière de lutte et de prévention contre les discriminations comme SOS Racisme ou l'Institut Vedior pour la diversité et l'égalité des chances.

## Organisation

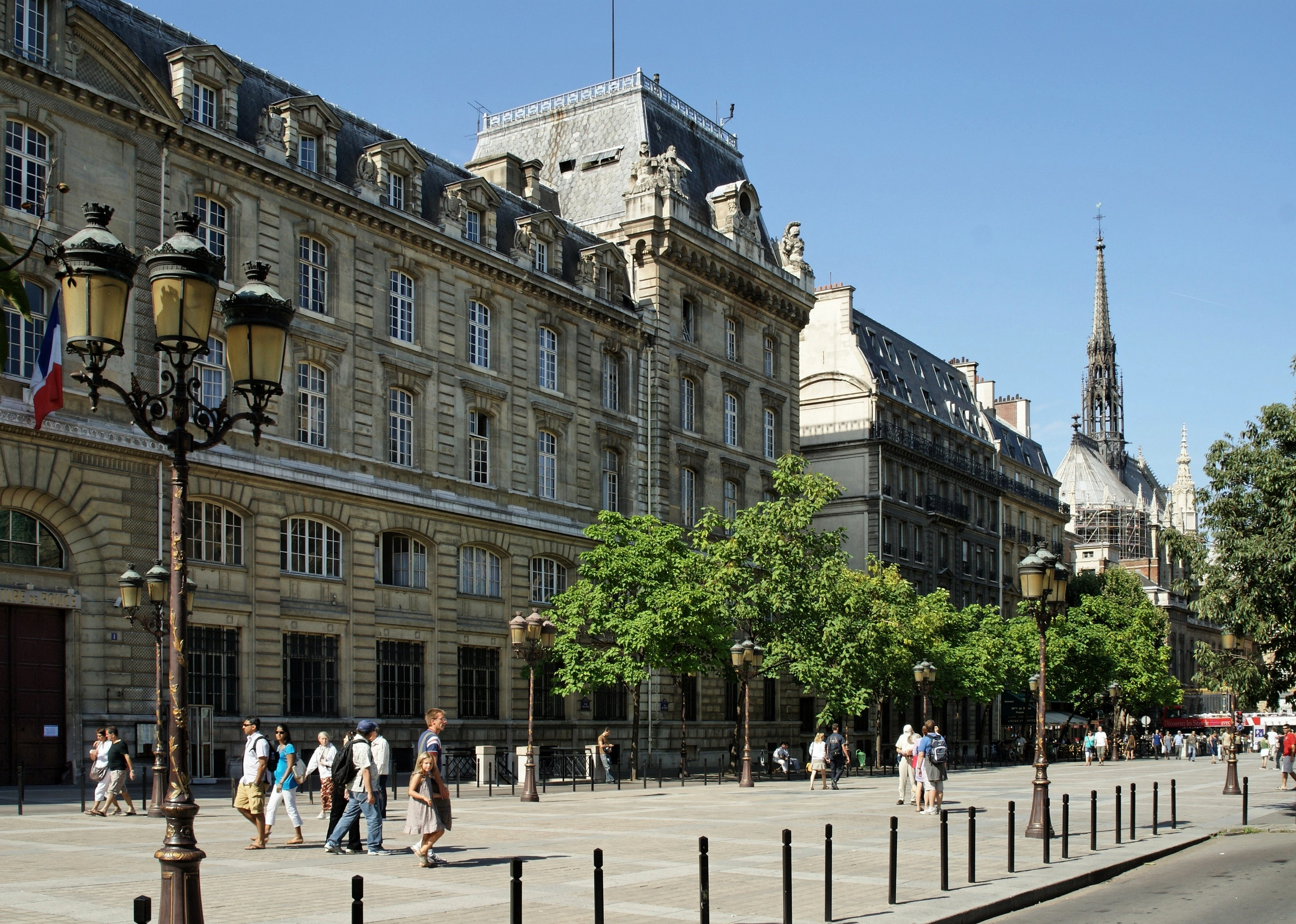
La préfecture de police, rue de la Cité.

En 2025, la préfecture de police comprend les différentes structures suivantes :
- le cabinet du préfet de police, prefet de la zone de Défense et de Sécurité de Paris ;
- le secrétariat général de la zone de défense et de sécurité ;
- la délégation à l'immigration ;
- quatre directions de police ;
- la direction des usagers et des polices administratives ;
- le laboratoire central de la préfecture de police (LCPP);
- la Brigade de sapeurs-pompiers de Paris, créée en 1967 par transformation de l'ancien régiment des sapeurs-pompiers de Paris (apparu en 1866), unité militaire du Génie mis à la disposition du Préfet de Police.
- le secrétariat général pour l'administration, regroupant quatre directions et deux services de soutiens ;
- le service administratif pour la sécurité et la sûreté des plates-formes aéroportuaires de Roissy - Charles-de-Gaulle et du Bourget, placé sous l'autorité d'un préfet délégué ;

### Le préfet de police
Le préfet de police, préfet de la zone de défense et de sécurité de Paris, de son titre formel, est nommé en conseil des ministres.
Quatre de ses principaux collaborateurs sont également des préfets : 
- le directeur de son cabinet,
- le secrétaire général pour l'administration, qui gère l'ensemble des ressources humaines, financières, immobilières et matérielles de l'institution
- le secrétaire général de la zone de défense, qui pilote l'organisation des mesures de défense non militaires permettant d'assurer la sécurité en cas de nécessité
- et le préfet délégué pour la sécurité et la sûreté des plates-formes aéroportuaires de Paris-Charles-de-Gaulle et Paris-Le Bourget.

Ancien logotype.
Logotype avant le changement de charte graphique du gouvernement en 2020.
Logotype depuis 2020.

### Le cabinet
Placé sous l'autorité d'un préfet, directeur du cabinet, le cabinet du préfet de police comprend :
- le service du cabinet ;
- le service de la communication. Il édite le magazine Liaisons, qui suscite une controverse en mai 2019[34] ;
- le service de la mémoire et des affaires culturelles.

### Le secrétariat général pour l'administration
Dirigé par un préfet, le secrétariat général pour l'administration regroupe quatre directions et services aux fonctions transversales :
- la direction des ressources humaines : recrutement, gestion des carrières, affaires disciplinaires, rémunérations et pensions, formation professionnelle, action sociale, médecines statutaire et préventive ;
- la direction de l'innovation, de la logistique et des technologies, direction mixte (soutien et active): voir au chapitre des directions actives
- la direction des finances, de la commande publique et de la performance : affaires budgétaires, achats et marchés, contrôle de gestion ;
- La direction de l’immobilier et de l’environnement (DIE depuis 2020) : stratégie, acquisition, construction et maintenance immobilières ;
- le service des affaires juridiques et du contentieux : veille et conseil juridiques, gestion du contentieux, protection juridique des fonctionnaires.

### Le secrétariat général de la zone de défense et de sécurité
Dirigé par un préfet, le secrétariat général de la zone de défense et de sécurité regroupe deux services. Il à pour but de prévoir et d'engager des procédures pour tout aléa climatique comme une crue, un pic de pollution ou autre. Ils sont aussi chargés de l'organisation des scénarios de situation d'attentat où de guerre civile. Des exercices de mise en situation sont notamment organisés par le secrétariat.
Les services que constitue le secrétariat sont :
- Le centre opérationnel de zone : il a pour but de surveiller et d'avertir la population et les autorités compétentes en cas de problèmes majeurs.
- Le centre de crise zonale : plus communément appelé la salle de crise de la préfecture de police, c'est le lieu de réunion lors d'évènements qui mène à réunir les principaux concernés pour calmer la situation en cours.

### Les directions actives de police

Le 36, rue du Bastion est le siège de la DRPJ depuis septembre 2017, après son déménagement du 36, quai des Orfèvres (photo prise le 25 février 2018).

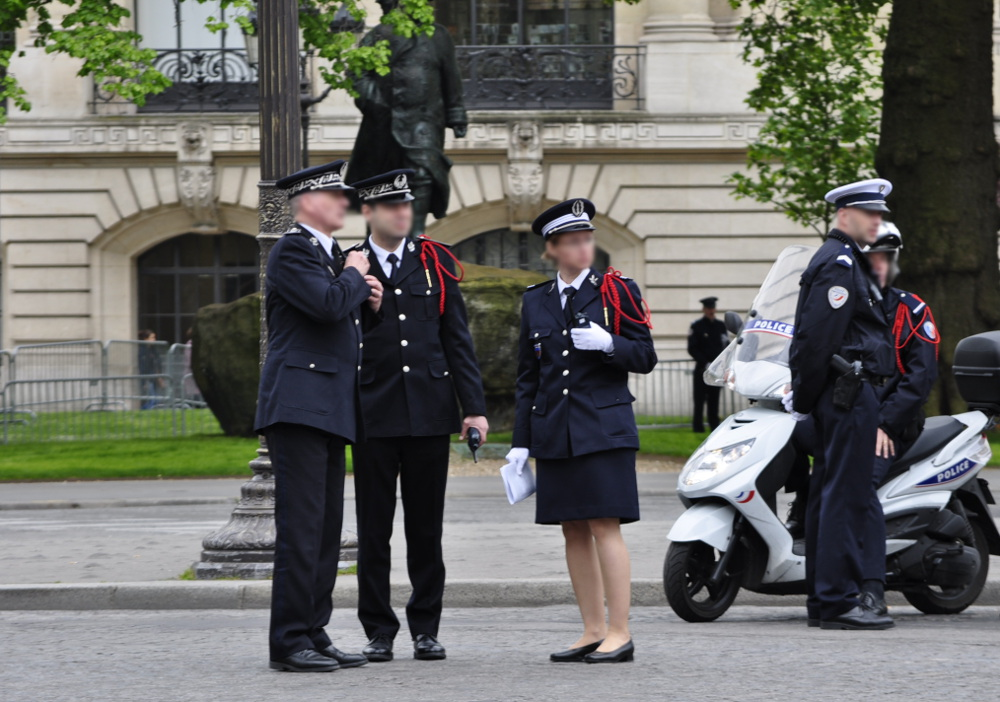
Les agents de la préfecture de police portent la fourragère rouge, symbole de la Légion d'honneur, sur leur tenue de cérémonie.

On compte cinq grandes directions de police, dites « directions actives » :
- la direction de la sécurité de proximité de l'agglomération parisienne (DSPAP) : créée en 2009 par fusion des directions de surêté de Paris intra-muros et des trois départements de petite couronne, elle est chargée des missions de police du quotidien, lutte contre la petite et moyenne délinquance, atteinte aux biens, à la sûreté et la tranquilité publique), de l'accueil du public au sein des commissariats (qui lui sont rattachés) et notamment de la prévention via les "missions de prévention, de contact et d'écoute" ou MPCE, qui ont pour but de mener des actions de sensibilisation au sein d'établissements scolaires, professionnels et autres. Cette direction est également en charge des affaires de police judiciaire du quotidien, ainsi les services de l'officier du ministère public près le tribunal de police lui sont également directement rattachés ;

- la direction de l'ordre public et de la circulation (DOPC) : qui assure une mission de maintien de l'ordre public (manifestations festives ou revendicatives sur la voie publique), une mission de police de la circulation, et une mission de protection des institutions de la République, dont le tribunal de Paris
- la direction du renseignement de la préfecture de police (DRPP) : cette direction, qui a succédé aux R.G., est chargée, à Paris et dans sa proche banlieue, de la recherche, de l'analyse et du traitement des informations relatives à la prévention des troubles à l'ordre public et des atteintes au fonctionnement des institutions. Elle assure également la recherche et la centralisation des renseignements destinés à informer le préfet de la zone de défense de Paris, elle participe à la défense des intérêts fondamentaux de l'État et concourt, à l'échelon de la région Île-de-France, à la mission de sécurité intérieure. Elle participe également à la répression de l'immigration clandestine, des infractions à l'emploi des étrangers, à la lutte contre le terrorisme, les milieux extrémistes à potentialités violentes, les sectes, les violences urbaines, l'économie souterraine et le hooliganisme ;
- la direction régionale de la police judiciaire de Paris (DRPJ) : en grande partie installée dans des locaux attenants au Tribunal de Paris, 36, rue du Bastion , la PJ est chargée, à Paris, sous la direction des magistrats, de la lutte contre la criminalité et la délinquance. Dans sa dimension de direction régionale de police judiciaire, elle conduit dans les départements des Hauts-de-Seine, de la Seine-Saint-Denis et du Val-de-Marne, la lutte contre la criminalité et la délinquance organisées ou spécialisées. Enfin, sur l'ensemble du ressort géographique qui précède, elle est chargée de la mise en œuvre et du contrôle des moyens de la police technique et scientifique et d'identité judiciaire, des outils informatiques et des documentations opérationnelles d'aide aux investigations ;
- la direction de l'innovation, de la logistique et des technologies (DILT) : au profit des services de police de Paris et de la petite couronne, cette direction est chargée de la mise en œuvre d'engins spéciaux ou de techniques répondant à des besoins opérationnels spécifiques. Elle conçoit et met en œuvre des systèmes d'information et de communication. Elle assure l'acquisition, le déploiement et la maintenance des équipements informatiques, des matériels roulants, de l'habillement, de l'armement, des équipements de reprographie et du matériel technique spécifique. Ainsi que la gestion et la fourniture des armes et matériels et uniformes. Elle peut mettre en œuvre divers dispositifs de sécurité, tels que des portiques de sécurité et des systèmes de contrôle aux rayons X. Elle est basée en trois lieux : garage sud, à Rungis, garage central, à Paris, Boulevard de l'Hôpital et garage nord, à Paris, Boulevard de la Porte de la Villette.

La DILT a un statut mixte, à la fois direction active et direction de soutien : elle est dans le cadre de cette dernière mission placée sous l'autorité du préfet, secrétaire général pour l'administration de la préfecture de police

### Les directions administratives
- La direction des usagers et des polices administratives (DUPA) est chargée de mettre en œuvre des polices administratives en lien avec le cadre de vie des Parisiens et d'assurer une mission d’accompagnement des usagers. Elle est un acteur majeur de la prévention et du traitement du risque urbain sous toutes ses formes (risque incendie, de panique, sanitaire, environnemental, bâtimentaire ou lié à la santé mentale). Elle est chargée de l’administration des taxis parisiens et traite de la police de la circulation et du stationnement en lien avec la Ville de Paris. La DUPA assure également l’instruction des demandes de carte nationale d’identité, passeport, permis de conduire et certificat d’immatriculation. La Direction départementale de la protection des populations de Paris, l’Institut médico-légal et l’Infirmerie psychiatrique sont des entités rattachées à la DUPA.

- La direction des ressources humaines (DRH) est compétente en matière de gestion, de recrutement et de paiement des quelque 45 000 personnels (en 2021), actifs et administratifs exerçant leurs activités sur les différents départements de la Préfecture de Police.

### Les services spécialisés

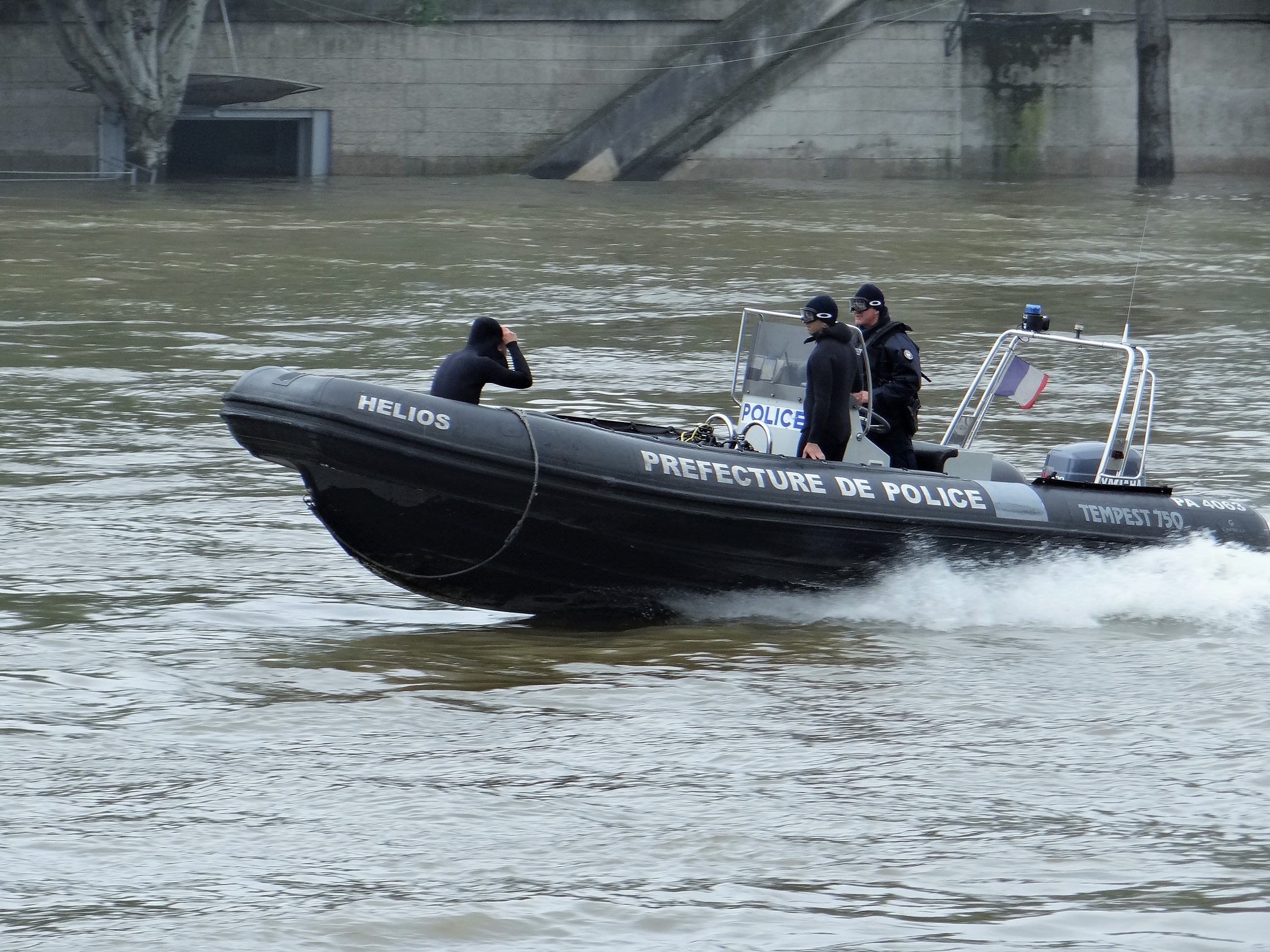
Brigade fluviale.

- Le laboratoire central est notamment responsable du service du déminage, de l'expertise en matière d'incendie et de la surveillance de la pollution atmosphérique à Paris[n 7].
- Le service de la mémoire et des affaires culturelles qui comprend notamment la Musique des gardiens de la paix, les archives et le musée de la préfecture de police.
- Trois services spécialisés sont rattachés à la direction des transports et de la protection du public :
  - l'hôpital des gardiens de la paix qui comprend 55 lits dont certains adaptés à la rééducation et 10 places en hospitalisation de jour ;
  - l'institut médico-légal, situé quai de la Rapée : y sont déposées toutes les personnes décédées sur la voie publique ou dans des conditions suspectes, aux fins d'investigations et d'autopsie ;
  - l'infirmerie psychiatrique, rue Cabanis, dont les compétences s'exercent dans le cadre des procédures mises en œuvre à l'égard des personnes considérées comme dangereuses pour elles-mêmes ou pour autrui : cette structure, créée en 1800 sous le Consulat, est considérée par le Contrôleur général des lieux de privation de liberté (CGLPL) comme n'offrant pas toutes les garanties nécessaires à l'équilibre entre préservation de l'ordre public et droits de la personne[35] ; le CGLPL recommande de gérer à Paris la prise en charge des malades mentaux comme sur le reste du territoire, c'est-à-dire en ayant recours aux établissements hospitaliers.

## Critiques
Pour l'historien et spécialiste des polices Jean-Marc Berlière, la préfecture de police est une organisation policière originale, qui reçoit régulièrement des critiques à la mesure de son statut particulier : « depuis 1800, la Police, à Paris, est aux mains d'un organisme unique en France : La Préfecture de Police qu'en dépit des critiques qu'elle ne cessa de susciter, tous les régimes successifs ont conservée ». Ce paradoxe et cette longévité d'une « institution aussi typiquement napoléonienne » s'explique par un consensus profond, commun à l'ensemble des régimes qui se sont succédé depuis sa création : la police de Paris, lieu des révolutions et des changements de régimes, ne doit pas échapper, même en partie, au pouvoir central.
Ainsi, le paradoxe de la préfecture de police est d'être une administration locale plus puissante — par son budget et son statut notamment — que le pouvoir central dont elle est censée dépendre. Il s'agit selon J.M. Berlière d'une « police à part, d'un État dans l'État dont le chef […] est non seulement plus important que le directeur de la Sûreté générale, auquel il devrait être en théorie subordonné, mais – selon certains – que le ministre de l'Intérieur lui-même »,.

### Les Républicains contre la préfecture de police impériale
Le rôle joué par la préfecture dans le coup d'État du 2 décembre 1851, et les complots menés par Michel Lagrange, le chef de la police politique du Second Empire, amènent les républicains Jules Ferry et Léon Gambetta à déposer en 1870 une proposition de loi visant à supprimer le titre et les fonctions de la préfecture de police. Le nouveau préfet de police Émile de Kératry transmet le 4 septembre 1870 au gouvernement de Défense nationale un rapport réclamant lui aussi la suppression de la préfecture de police, en indiquant « à quels effroyables abus peut conduire la concentration entre les mêmes mains des attributions du préfet de police. Cette concentration, indispensable sous un gouvernement personnel, est au moins franchement superflue sous un régime franchement libéral et peut, à un moment donné, devenir dangereuse ». La défaite militaire et l'insurrection de la Commune entraînent cependant non la suppression, mais l'augmentation des effectifs de la préfecture.

### Le service des mœurs
Le préfet Albert Gigot met en place en janvier 1879 une commission d'enquête, en raison d'articles très critiques parus dans La Lanterne, qui détaillent l'illégalité et les pratiques arbitraires du service des mœurs de la préfecture de police. Clemenceau, interpellé à la Chambre des députés, reconnaît alors que le personnel de la préfecture de police doit être épuré de nombre de ses membres, qui doivent leur carrière à leur engagement contre les républicains, tant sous l'Empire que sous la période de l'Ordre moral. L'épuration reste cependant très limitée, le pouvoir craignant de compromettre le zèle et l'expérience de ses policiers.
La brigade des mœurs concentre l'attention de l'opinion publique en raison de bavures grossières. Officiellement dissoute en 1881 par le préfet Andrieux, ses effectifs sont en réalité versés à la Sûreté : l'intérêt majeur du service, sa capacité à générer du renseignement se paye cependant par un discrédit et un soupçon durables qui pèsent encore sur la préfecture de police.

### Opposition du conseil municipal de Paris
Le conseil municipal est très soucieux de récupérer « sa police ». Pendant une lutte longue de dix années, avant la fin du siècle, la ville refuse de voter le budget de la préfecture de police. Le Préfet de police Louis Lépine parvient cependant, en jouant de l'opposition entre ses autorités de tutelle, à maintenir et même développer la puissance de la préfecture. La crise boulangiste, puis la crise dreyfusarde convainquent les gouvernements de préserver l'institution, par peur de l'agitation parisienne : « c'est cette peur ou cette méfiance vis-à-vis du peuple de Paris qui justifient, pour une grande part, la permanence d'une institution qu'un régime républicain n'aurait, semble-t-il, pas dû tolérer, mais qui s'avère l'instrument sinon irremplaçable du moins le mieux adapté aux yeux de ceux qui parviennent au pouvoir ».

### Centralisation et guerres internes
Si la préfecture de Police est une sorte de laboratoire de la modernité policière en France, elle « souffre de dysfonctionnements divers, d'une centralisation excessive, mais surtout de querelles intestines et de guerres larvées qui la minent » sur la longue durée. L'opposition et les jalousies entre services confinent à l'anarchie administrative, parfois ubuesque. Lors de l'arrestation de Ravachol, mais surtout lors de la crise du 6 février 1934, ces querelles ont un fort pouvoir de nuisance. Les différentes réformes postérieures ne font pas diminuer les luttes auxquelles se livrent les directions des différents services : sous l'Occupation, le zèle de la police parisienne à lutter contre les « terroristes » vient en partie de l'opposition entre les Renseignements généraux et la Police municipale. Pour Jean-Marc Berlière, « tout semble s'être passé comme si l'importance des rivalités qui opposaient Police municipale et Renseignements généraux en avait été décuplée au point d'aveugler les responsables », et les jalousies comme l'esprit de compétition ont constitué un ressort fondamental de la répression par la police parisienne.

### Usage de drones
En 2020, l'utilisation de drones par la préfecture de police de Paris lors de la pandémie de Covid-19 est jugée illégale par la Ligue des droits de l’homme et la Quadrature du Net. Les associations déposent un référé-liberté devant le tribunal administratif de Paris, pour exiger du préfet de police de Paris qu'il « cesse immédiatement de capter des images par drones, de les enregistrer, de les transmettre ou de les exploiter ». Selon les associations, les drones « portent atteinte au respect de la vie privée et à la protection des données personnelles, constituent une pratique "empirique" qui s’est installée hors d’un véritable cadre légal ». Le recours est rejeté par le tribunal administratif, et les associations annoncent leur intention de faire appel. Le Conseil d'État ordonne le 18 mai « à l’État de cesser, sans délai, de procéder aux mesures de surveillance par drone », estimant que les prises de vues ont été obtenues en l'absence d'un texte réglementaire préalable, et interdit le 22 décembre l'usage des drones pour la surveillance des manifestations.

## Le bâtiment

### Les anciens locaux à l'ouest du boulevard du Palais

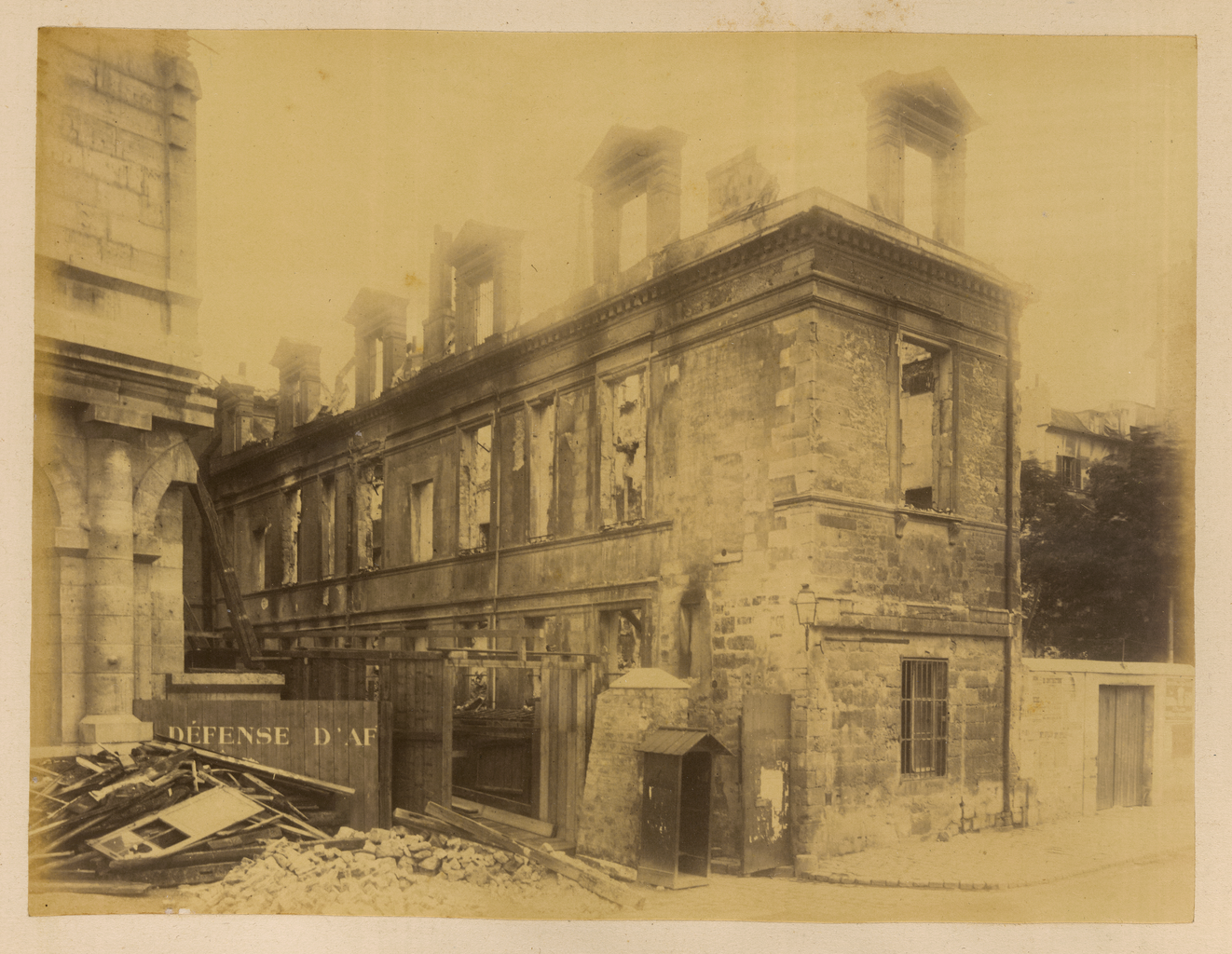
Immeuble de la préfecture de police, rue de Jérusalem, après avoir été incendié pendant la Commune en 1871.

À l'origine, le siège de l’institution était constitué de l’ancien hôtel des premiers présidents du Parlement de Paris se trouvant dans la rue de Jérusalem (voie qui disparut au XIXe lors de l’agrandissement du palais de justice vers le quai des Orfèvres). Ces bâtiments devinrent bientôt trop exigus et, en 1844 on lui affecta également l’hôtel de l’ancienne Chambre des Comptes dans la cour Harlay. Ces hôtels du Vieux Palais furent démolis en 1857 pour les travaux de modernisation du palais de justice. On alloue alors provisoirement à la préfecture des maisons expropriées sur la rue de Harlay et la place Dauphine, dans l'attente de la construction de la nouvelle préfecture sur le quai des Orfèvres.

### Les locaux actuels

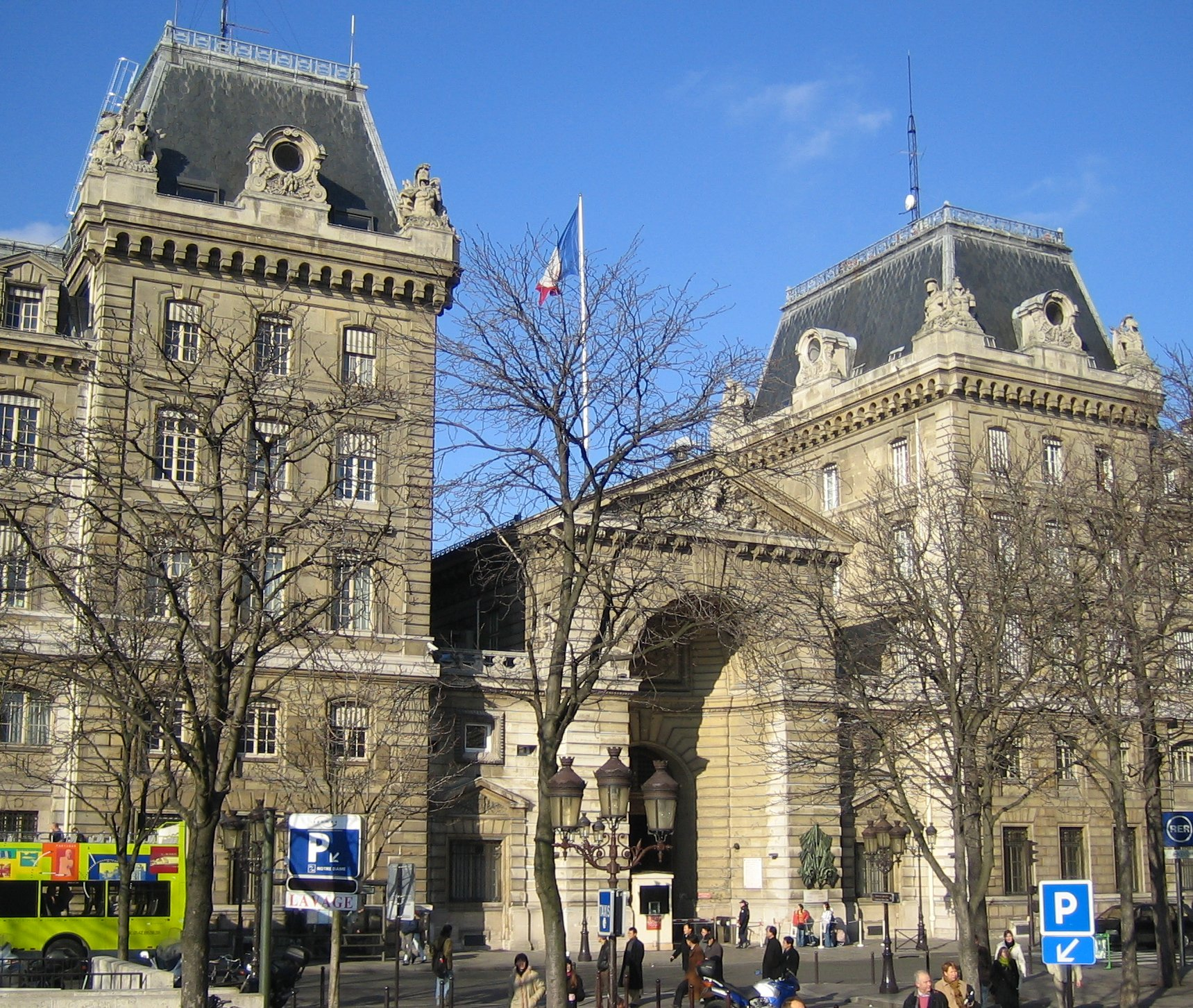
L'entrée de la préfecture de police, rue de la Cité.

La nouvelle préfecture étant incendiée par les Communards en 1871, on alloue temporairement des parties de la caserne de la Cité, à la Préfecture de Police.
Cette caserne est construite sur l’île de la Cité de 1863 à 1867, afin d'accueillir l'état-major de la Garde de Paris. Elle est érigée dans un style néo-florentin sous la direction de l’architecte Pierre-Victor Calliat (1801-1881) à l'instigation du baron Haussmann. Cet ensemble s'élève à l'emplacement de l'église Saint-Éloi et du couvent des Barnabites, autrefois connu sous le nom d'abbaye Saint-Martial, fondée par saint Éloi au VIIe siècle. La construction de l'ensemble, concomitante à l'élargissement des rues environnantes, entraine également la destruction des nos 17 à 35 de la rue de Constantine (actuellement rue de Lutèce), des nos 12 à 42 de la rue de la Cité et des nos 17 à 35 du quai du Marché-Neuf, ainsi que la disparition complète de l'impasse Saint-Martial et des rues Saint-Éloi, aux Fèves, de la Calandre, des Cargaisons et du Marché-Neuf, ainsi que du passage Saint-Germain-le-Vieux.
En 1929, la préfecture de police prendra entièrement possession du bâtiment après le départ définitif de la Garde républicaine.
L'entrée principale, pour les personnels, est située au numéro 6 de rue de la Cité. L'accès, pour le public, se fait par le 1 bis, rue de Lutèce.
Deux hôtels particuliers mitoyens ont leurs façades donnant sur le boulevard du Palais :
- le premier, no 7, est affecté à l'habitation personnelle du préfet de police et à son cabinet ;
- le second, no 9, abritait l'état-major de la BSPP jusqu'à son départ en 1931 vers les locaux occupés par la Brigade de sapeurs-pompiers de Paris dans le 17e arrondissement, place Jules Renard.